# Couvent Santa Maria delle Periclitanti

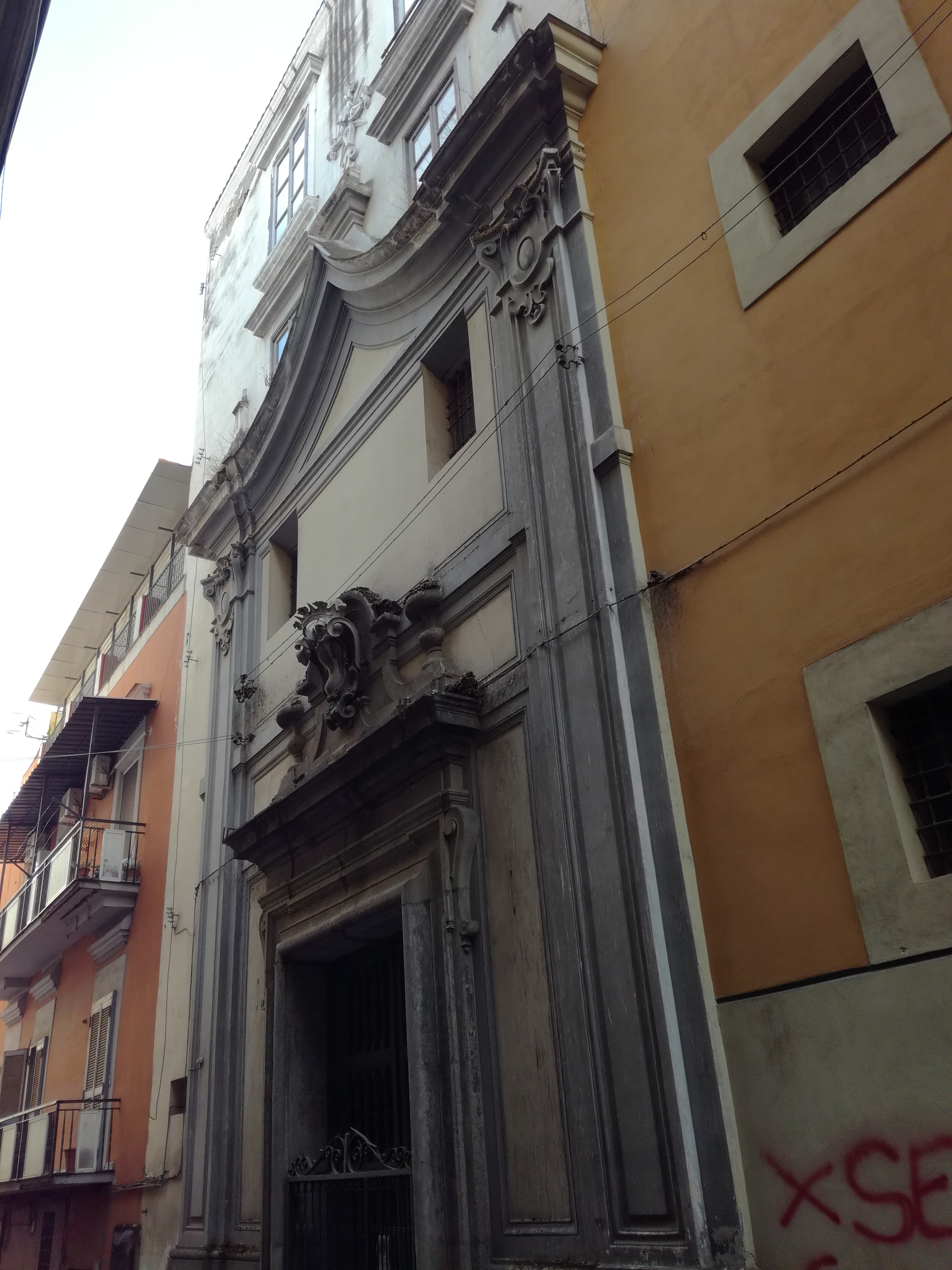
Façade de l'église.

Le couvent Santa Maria delle Periclitanti ou institut Santi Pietro e Paolo all'Avvocata de la salita Pontecorvo, est un ensemble architectural baroque situé dans le centre historique de Naples inscrit au patrimoine mondial de l'UNESCO. Il se trouve dans la zone comprise entre l'actuelle piazza Mazzini et Montesanto.
Tout près, se trouvent le couvent San Francesco delle Cappuccinelle et l'église basilicale du couvent Gesù e Maria, œuvre de Domenico Fontana.

## Église

### Histoire
À l'origine, le territoire de l'église était un promontoire incliné et séparé de la zone urbaine par un vallon profond. Cette zone ne fut traversée de rues qu'à la fin du XVIe siècle lorsque commença son urbanisation.
C'est donc au début du XVIe siècle que les bénédictins du couvent Santi Severino e Sossio, propriétaires de la zone en question, en donnent une partie à la ville qui construit une rue urbaine à la place des sentiers accidentés formés par les eaux pluviales.
Cette rue prend le nom de salita Pontecorvo, du nom de la famille qui demeurait près de l'actuelle église San Giuseppe, et des habitations sont construites, avec aussi des palais nobiliaires, des églises et cinq couvents dont certains construits dans d'anciens palais donnés par les familles de la noblesse napolitaine. C'est ainsi que la rue devient une des plus belles rues conventuelles de la ville.
En 1674, le lazariste Carlo de Mari fonde une maison (dite « conservatoire ») pour jeunes filles en situation difficile. Les jeunes filles sont d'abord accueillies dans une maison auprès de Santa Maria del Rifugio, mais rapidement, leur nombre s'étant accru, elles sont installées dans une fondation des Pères de la Mission, rue Pontecorvo. Parmi ceux-ci, outre le Père de Mari, le Père Filippo d'Aquino se distingue par son zèle.
En 1688, le « conservatoire » des jeunes filles adopte une règle religieuse et le couvent est soumis à l'autorité de l'archevêché.
Les religieuses décident d'agrandir et d'embellir le couvent et l'église. La nouvelle église est donc terminée par Ferdinando Sanfelice en 1702.
Le couvent se développe notablement pendant le XVIIIe siècle grâce aux dots des religieuses et aux financements des fidèles. Au XIXe siècle, il entre en décadence. Après la période napoléonienne, il devient la propriété des collèges royaux des Filles du Peuple, puis de l'albergo dei Poveri, et enfin des collèges réunis Principe di Napoli.
L'ensemble architectural subit des dommages pendant les bombardements aériens américains de 1943 et il est restauré dans les années 1950, mais il perd une certaine intégrité. En 1953, les collèges réunis Principe di Napoli vendent le couvent et son jardin aux sœurs franciscaines et donnent l'église et ses locaux annexes à l'archevêché de Naples.

### Description

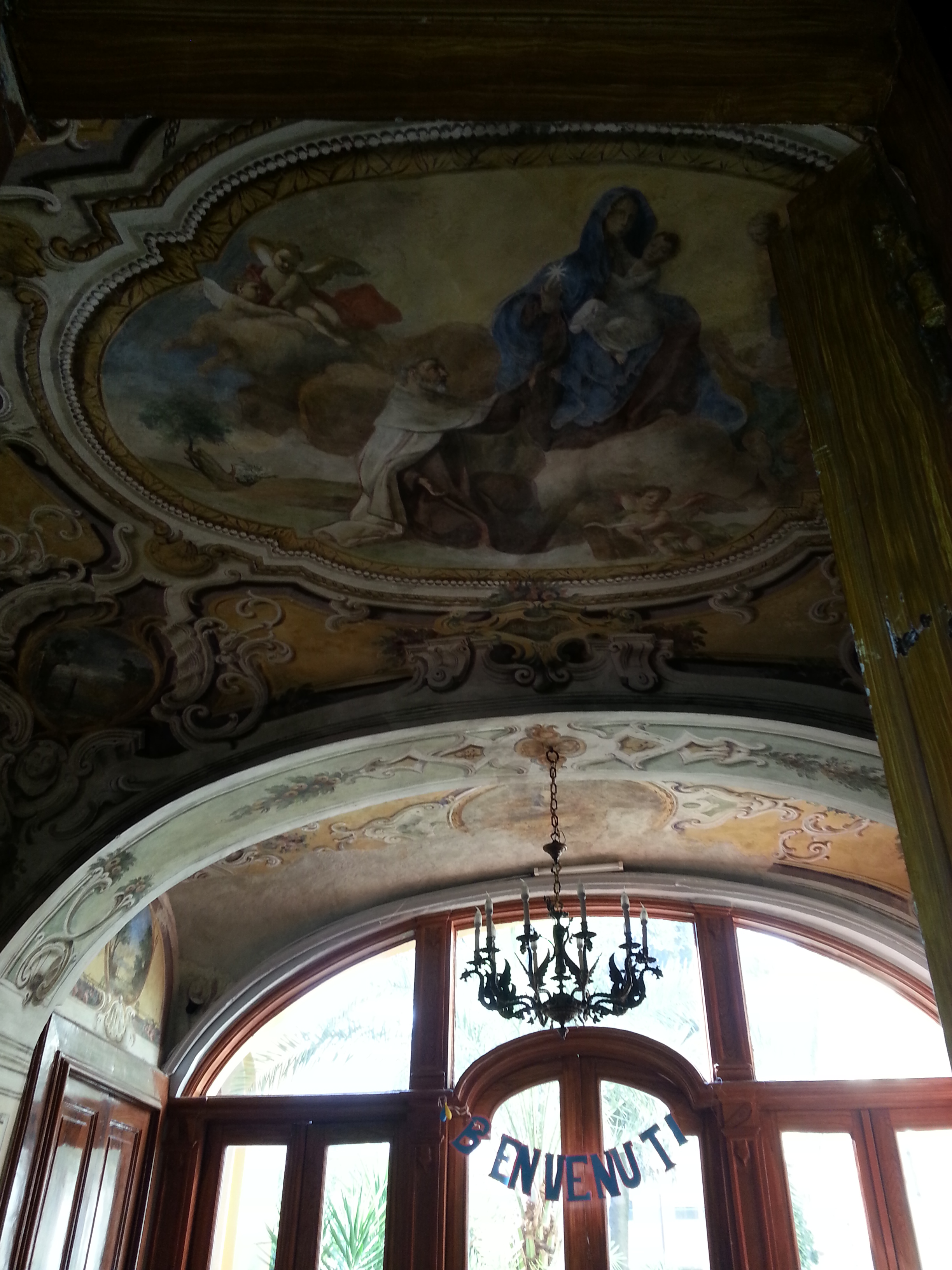
Détail d'une fresque du couvent.

L'église est à nef unique avec une voûte en berceau lunettée et des fausses chapelles latérales; l'abside présente des murs plutôt élancés avec d'amples fenêtres qui illuminent l'espace autour du maître-autel, mettant ainsi bien en évidence l'importance de sa fonction religieuse et architecturale.
L'abside est terminée par une petite coupole à base polygonale. Les murs sont décorés de stuc]s qui soulignent l'élégance de la table de communion et d'une série de tableaux. Le maître-autel est surplombé d'un tableau d'une Vierge à l'Enfant avec saint Joseph et sainte Thérèse et de quatre ovales.
L'accès à l'église à partir de la salita Pontecorvo ne se fait pas directement car la nef est précédée d'un petit espace aux dimensions gracieuses, couvert d'une voûte et pavé de majolique à un niveau intermédiaire entre la rue et l'église. Il est déterminé par l'espace supérieur, parfaitement en correspondance, et réservé au chœur des religieuses, séparé de l'église par une grille imposante en bois doré dont le dessin est le même que les grilles plus petites se trouvant sous les arcades des chapelles latérales.
Le passage de l'église au chœur des religieuses se fait par un escalier de bois sous la première arcade de gauche donnant accès à la nef. Ce chœur possède des stalles et des lutrins de bois le long des murs du XVIIIe siècle. Il est relié directement au couvent par la petite chapelle privée des sœurs, fort gracieuse et de goût baroque. Elle conserve son pavement de majolique d'origine et de belles portes décorées d'or du XVIIIe siècle.
La chapelle privée donne directement dans une salle vitrée regardant le jardin et permet d'accéder au couvent proprement dit et aux locaux annexes de l'église. Cette salle et l'atrium étaient entièrement décorés de fresques, mais il n'en subsiste que sur les voûtes et certaines parties des murs.
La crypte (ou hypogée) des sépultures des religieuses se trouve sous l'église et son entrée est dans le jardin.

## Cloître
Du chœur, l'on accède à l'atrium du couvent qui consiste en une grande salle vitrée donnant sur le jardin. Le cloître du couvent possède des piliers et des lésènes ioniques avec un pavement de majolique et donne sur le jardin du couvent.
Ce dernier a pris en 1953 le nom d'Institut Saints-Pierre-et-Paul et il est géré par les franciscaines.

## Source de la traduction
- (it) Cet article est partiellement ou en totalité issu de l’article de Wikipédia en italien intitulé « Complesso di Santa Maria delle Periclitanti » (voir la liste des auteurs).